# پوآلو

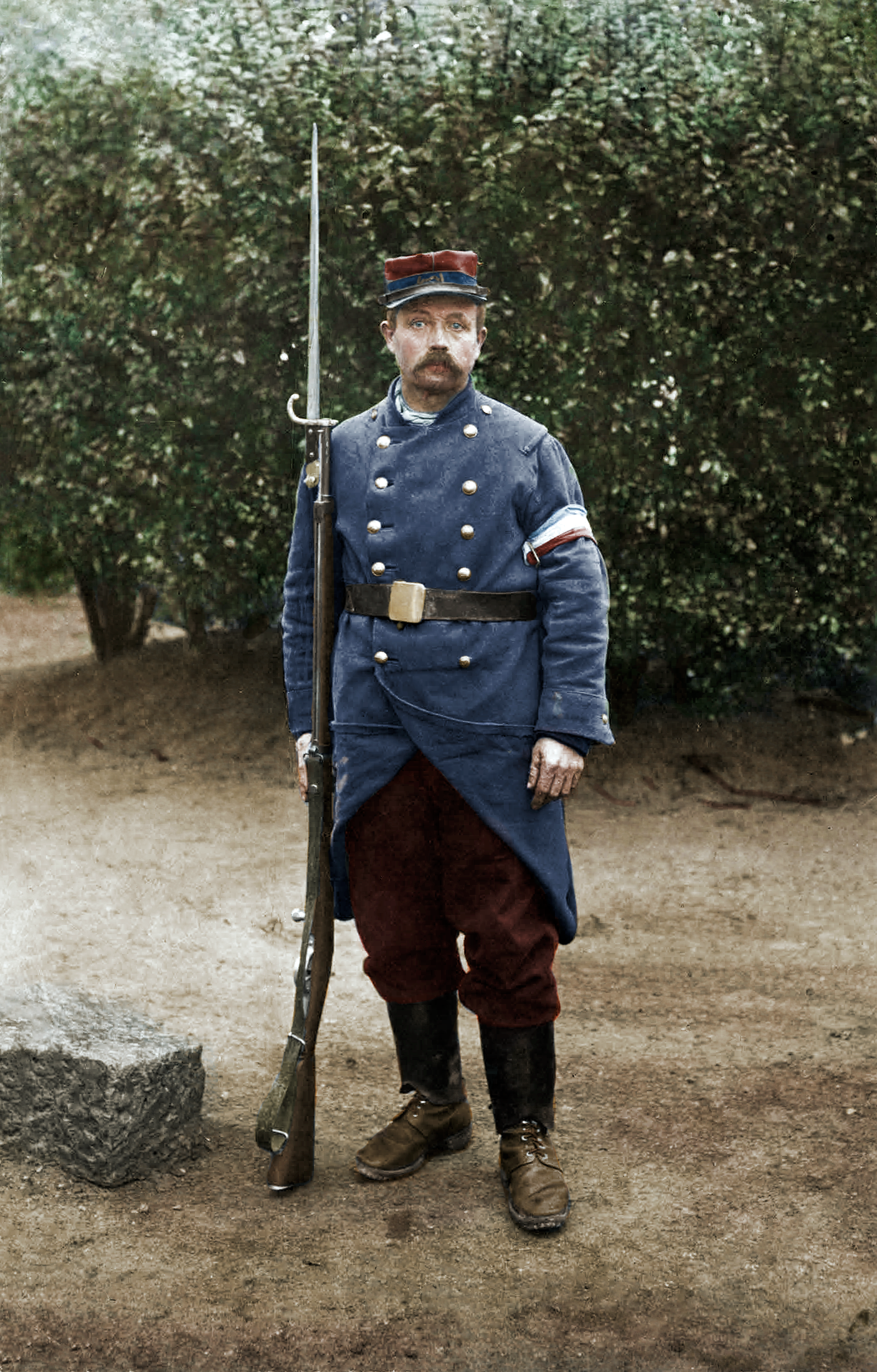
یک پوآلو در جنگ جهانی اول

پوآلو (به فرانسوی: Poilu) اصطلاحی غیر رسمی برای اشاره به پیاده‌نظام فرانسوی بین اواخر سده هجدهم تا اوایل سده بیستم بود. معنای لغوی تحت‌اللفظی این اصطلاح «پشمالو» است. از این اصطلاح به صورت گسترده برای پیاده‌نظام فرانسه در جنگ جهانی اول استفاده می‌شد. کاربرد پوآلو پس‌زمینه روستایی و کشاورزی سربازان پیاده‌نظام را می‌رساند و از محاسن انبوه آن‌ها در طول جنگ گرفته شده بود.
بنا بر اعلام دولت فرانسه، لازار پونتیچلی، سرباز پیاده‌نظام ایتالیایی که در طول جنگ جهانی اول در نیروی زمینی فرانسه خدمت کرد، آخرین پوآلو بود که سال ۲۰۰۸ در سن ۱۱۰ سالگی درگذشت.